# Trichoura
Trichoura is een vliegengeslacht uit de familie van de roofvliegen (Asilidae).

## Soorten
- T. krugeri Londt, 1994
- T. mesochora Londt, 1994
- T. proctomeces Londt, 1994
- T. tankwa Londt, 1994
- T. torynopoda Londt, 1994
- T. tyligma Londt, 1994